# MVP de la Euroliga
El All-Euroleague MVP, o MVP de la Euroliga es el galardón que se concede anualmente al mejor jugador (Most Valuable Player, de ahí las siglas MVP) de la Euroliga de baloncesto, competición que hasta el año 2000 se denominó Copa de Europa. Hasta la temporada 2003-04, esta distinción se dividía en dos categorías: el MVP de la temporada regular y el MVP del Top 16.
Este trofeo de carácter individual se complementa con el de MVP de la Final Four de la Euroliga.

## MVP de la temporada regular

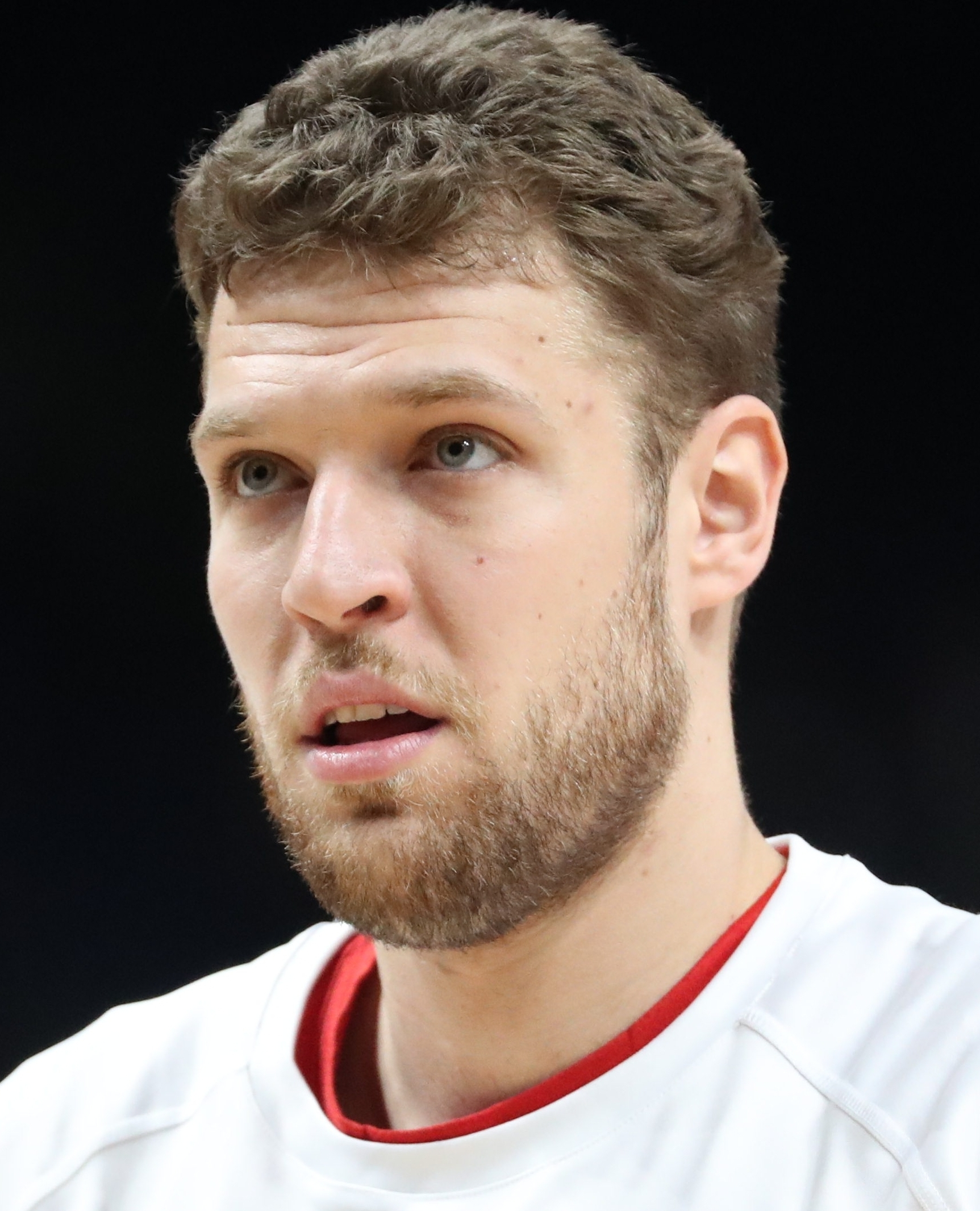
Sasha Vezenkov, MVP de la Euroliga 2022-23

| Temporada    | Jugador              | Equipo                 |              |
| ------------ | -------------------- | ---------------------- | ------------ |
| FIBA 2000-01 | Nate Huffman         | Maccabi Tel Aviv BC    |              |
| ULEB 2000-01 | Dejan Tomašević      | KK Budućnost Podgorica |              |
| 2001-02      | Mirsad Türkcan       | CSKA Moscú             |              |
| 2002-03      | Joseph Blair         | Ülker Estambul         |              |
| 2003-04      | Arvydas Sabonis      | BC Žalgiris Kaunas     |              |
| 2004-05      | Anthony Parker       | Maccabi Tel Aviv       |              |
| 2005-06      | Anthony Parker       | Maccabi Tel Aviv       |              |
| 2006-07      | Theo Papaloukas      | CSKA Moscú             |              |
| 2007-08      | Ramūnas Šiškauskas   | CSKA Moscú             |              |
| 2008-09      | Juan Carlos Navarro  | FC Barcelona           |              |
| 2009-10      | Miloš Teodosić       | Olympiacos             |              |
| 2010-11      | Dimitris Diamantidis | Panathinaikos          |              |
| 2011-12      | Andrei Kirilenko     | CSKA Moscú             |              |
| 2012-13      | Vassilis Spanoulis   | Olympiacos             |              |
| 2013-14      | Sergio Rodríguez     | Real Madrid            |              |
| 2014-15      | Nemanja Bjelica      | Fenerbaçhe             |              |
| 2015-16      | Nando de Colo        | CSKA Moscú             |              |
| 2016-17      | Sergio Llull         | Real Madrid            |              |
| 2017-18      | Luka Dončić          | Real Madrid            |              |
| 2018-19      | Jan Veselý           | Fenerbaçhe             |              |
| 2019-20      | No entregado         | No entregado           | No entregado |
| 2020-21      | Vasilije Micić       | Anadolu Efes           |              |
| 2021-22      | Nikola Mirotić       | FC Barcelona           |              |
| 2022-23      | Sasha Vezenkov       | Olympiacos BC          |              |
| 2023-24      | Mike James           | AS Monaco Basket       |              |
| 2024-25      | Kendrick Nunn        | Panathinaikos          |              |

## MVP del Top 16
| Temporada | Jugador         | Equipo             |
| --------- | --------------- | ------------------ |
| 2001-02   | Dejan Bodiroga  | Panathinaikos BC   |
| 2002-03   | Mirsad Türkcan  | Montepaschi Siena  |
| 2003-04   | Arvydas Sabonis | BC Žalgiris Kaunas |

## All-Euroleague MVP
El All-Euroleague MVP combina las dos anteriores distinciones en una nueva que incluye la temporada regular, el Top 16 y los play-off.
| Temporada | Jugador              | Equipo                  |
| --------- | -------------------- | ----------------------- |
| 2004-05   | Anthony Parker       | Maccabi Tel Aviv BC     |
| 2005-06   | Anthony Parker (2)   | Maccabi Tel Aviv BC (2) |
| 2006-07   | Theodoros Papaloukas | PBC CSKA Moscú          |
| 2007-08   | Ramūnas Šiškauskas   | PBC CSKA Moscú (2)      |
| 2008-09   | Juan Carlos Navarro  | FC Barcelona            |
| 2009-10   | Miloš Teodosić       | Olympiacos BC           |
| 2010-11   | Dimitris Diamantidis | Panathinaikos BC        |
| 2011-12   | Andrei Kirilenko     | PBC CSKA Moscú (3)      |
| 2012-13   | Vassilis Spanoulis   | Olympiacos BC (2)       |
| 2013-14   | Sergio Rodríguez     | Real Madrid             |
| 2014-15   | Nemanja Bjelica      | Fenerbahçe Ülker        |
| 2015-16   | Nando de Colo        | PBC CSKA Moscú (4)      |
| 2016-17   | Sergio Llull         | Real Madrid (2)         |
| 2017-18   | Luka Dončić          | Real Madrid (3)         |
| 2018-19   | Facundo Campazzo     | Real Madrid (4)         |